# Vanilloide
Die Vanilloide sind aromatische Verbindungen, die eine Vanillylgruppe besitzen. Dazu gehören u. a. Vanillylalkohol, Vanillin, Vanillinsäure, Acetovanillon, Vanillinmandelsäure, Homovanillinsäure, Capsaicin usw. Analog gibt es dazu die Isovanilloide.
| Struktur von Vanillylalkohol | Struktur von Vanillin | Struktur von Vanillinsäure | Struktur von Acetovanillon |
| Vanillylalkohol              | Vanillin              | Vanillinsäure              | Acetovanillon              |